# Журавський Зиновій Іванович
Зиновій Іванович Журавський (іноді Зіновій Іванович Журавський) — український архітектор.

## Біографія
Працював у Києві наприкінці XIX — на початку XX століття, зокрема у службі колії. У проєктах використовував форми необароко та модерну.
Серед реалізованих проєктів:
- хіміко-технічна лабораторія в Залізничій колонії в Києві (1899—1901, співавтори Олександр Кобелєв, О. Бородін; нині вул. Архітектора Кобелєва, № 3/8);
- вокзал на залізничній станції Жмеринка (нині Вінницької области; 1902–1904, співавтори Валеріян Риков, Іван Бєляєв);

Брав участь у проєктуванні Київського залізничного вокзалу (1910-ті роки). За його проєктом у 1912 році заклали будівлю привокзальної поштової контори.

## Пам'ять
На честь Зиновія Журавського була названа вулиця у Жмеринці (колишня Енгельса).